# Вільям ЛеБарон
Вільям ЛеБарон (англ. William LeBaron; нар. 16 лютого 1883 — пом. 9 лютого 1958) — американський кінопродюсер.

## Біографія
ЛеБарон народився 16 лютого 1883 року у місті Елджін (Іллінойс). Навчався в Чиказькому університеті та Університеті Нью-Йорка. Починаючи з 1924 року ЛеБарон почав знімати фільми в Голлівуді.
ЛеБарон був продюсером фільму «Сімаррон», що здобув премію Американської кіноакадемії за видатну постановку на 4-й церемонії нагородження в 1931 році. В 1932 році ЛеБарон був найнятий Paramount, щоб допомогти врятувати цю студію від банкрутства, і відразу ж довів свою цінність, підписавши контракт із зіркою Бродвею Мей Вест.
ЛеБарон був одружений з Мейбл Голлінс, британською комедійною актрисою і був похований на кладовищі Пайнс.

## Вибрана фільмографія
- 1926: Люби їх і залиш їх / Love 'Em and Leave 'Em
- 1926: Красунчик Жест / Beau Geste
- 1929: Закоханий волоцюга / The Vagabond Lover
- 1930: Випадок із сержантом Грішею / The Case of Sergeant Grischa
- 1930: Зозулі / The Cuckoos
- 1930: Половина пострілу на світанку / Half Shot at Sunrise
- 1931: Сімаррон / Cimarron
- 1933: Вона була неправа / She Done Him Wrong
- 1939: Юніон Пасіфік / Union Pacific
- 1940: Техаські рейнджери знов у сідлі / The Texas Rangers Ride Again
- 1940: Аварійна команда / Emergency Squad
- 1942: Весна в скелястих горах / Springtime in the Rockies